# 3. deild Wysp Owczych (1990)
W roku 1990 odbyła się 15. edycja 3. deild Wysp Owczych – trzeciej ligi piłki nożnej Wysp Owczych. W rozgrywkach brało udział 10 klubów z całego archipelagu. Kluby z pierwszego i drugiego miejsca awansowały do 2. deild. W sezonie 1990 były to: KÍ II Klaksvík i ÍF Streymur. Dwa kluby z ostatnich miejsc spadały do 4. deild, a w roku 1990 były to: VB II Vágur i LÍF II Leirvík.

## Uczestnicy
| Uczestnicy 3. deild Wysp Owczych 1989                                                                         | Uczestnicy 3. deild Wysp Owczych 1989 | Uczestnicy 3. deild Wysp Owczych 1989 | Uczestnicy 3. deild Wysp Owczych 1989 |
| --- | ------------------------------------- | ------------------------------------- | ------------------------------------- |
| ÍF II | ÍF II Fuglafjørður                    | 3                                     |                                       |
| ÍFS | ÍF Streymur                           | 4                                     |                                       |
| EB | EB Eiði                               | 5                                     |                                       |
| VB II | VB II Vágur                           | 6                                     |                                       |
| TB II | TB II Tvøroyri                        | 7                                     |                                       |
| LÍFII | LÍF II Leirvík                        | 9                                     |                                       |
| Spadek z 2. deild Wysp Owczych 1989                                                                           |                                       |                                       |                                       |
| B68 II | B68 II Toftir                         | 9                                     |                                       |
| HBII | HB II Tórshavn                        | 10                                    |                                       |
| Awans z 4. deild Wysp Owczych 1989                                                                            |                                       |                                       |                                       |
| KÍII | KÍ II Klaksvík                        |                                       |                                       |
| NSÍII | NSÍ II Runavík                        |                                       |                                       |
| Oznaczenia: - kolumna pierwsza – skróty nazw drużyn, - kolumna trzecia – miejsce zajęte w poprzednim sezonie. |                                       |                                       |                                       |

## Tabela ligowa
| Lp. | Drużyna                | M  | Z  | R | P  | Bramki | Bramki | Różn. | Pkt | Uwagi              |
| --- | ---------------------- | -- | -- | - | -- | ------ | ------ | ----- | --- | ------------------ |
| 1   | KÍ II Klaksvík (M) (A) | 18 | 11 | 6 | 1  | 45     | 24     | +21   | 28  | Awans do 2. deild  |
| 2   | ÍF Streymur (A)        | 18 | 9  | 7 | 2  | 43     | 22     | +21   | 25  | Awans do 2. deild  |
| 3   | TB II Tvøroyri         | 18 | 10 | 2 | 6  | 54     | 39     | +15   | 22  |                    |
| 4   | B68 II Toftir          | 18 | 7  | 7 | 4  | 35     | 27     | +8    | 21  |                    |
| 5   | EB Eiði                | 18 | 6  | 7 | 5  | 28     | 21     | +7    | 19  |                    |
| 6   | HB II Tórshavn         | 18 | 7  | 4 | 7  | 49     | 40     | +9    | 18  |                    |
| 7   | ÍF II Fuglafjørður     | 18 | 6  | 4 | 8  | 30     | 37     | −7    | 16  |                    |
| 8   | NSÍ II Runavík         | 18 | 5  | 5 | 8  | 34     | 33     | +1    | 15  |                    |
| 9   | VB II Vágur (S)        | 18 | 3  | 5 | 10 | 24     | 37     | −13   | 11  | Spadek do 4. deild |
| 10  | LÍF II Leirvík (S)     | 18 | 1  | 3 | 14 | 12     | 74     | −62   | 5   | Spadek do 4. deild |